# David Bittick
David Bittick (* in St. Louis, Missouri) ist ein US-amerikanischer Schauspieler und Stuntman.

## Leben
Bittick wurde in St. Louis im US-Bundesstaat Missouri geboren. Von 2006 bis 2009 lernte er an der University of Missouri. Er besuchte von 2008 bis 2011 das Columbia College, an dem er Business Administration und Management studierte. Sein Studium schloss er mit dem Bachelor of Business Administration ab. Ab 2011 folgten erste Besetzungen in mehreren Kurzfilmproduktionen sowie eine Episodenrolle in der Fernsehserie Heroine Legends: Agent Files. 2012 erhielt er eine Nebenrolle im Blockbuster Argo. Im selben Jahr stellte er eine größere Rolle im Katastrophenfilm 40 Days and Nights des Filmstudios The Asylum dar. Im Folgejahr wirkte er erneut in einer The-Asylum-Produktion mit, als er im Tierhorrorfernsehfilm Sharknado – Genug gesagt! die Rolle des Nada, der 2. Befehlshaber der United States Army, darstellte. Im selben Jahr spielte er außerdem im Fernsehfilm Eve! mit. 2014 wirkte er als Nebendarsteller in einer Episode der Fernsehserie General Hospital mit. Bis 2016 verkörperte er in derselben Serie in fünf Episoden die Rolle des Officer Harris. 2016 hatte er eine Episodenrolle in der Fernsehserie Navy CIS inne. 2018 spielte er in zwei Episoden der Fernsehserie Tiny Cow Originals in unterschiedlichen Rollen mit. 2020 übernahm er die Rolle des John im Kurzfilm Tempest Desert, der am 23. Oktober 2020 auf dem Fort Lauderdale International Film Festival gezeigt wurde.

## Filmografie (Auswahl)

### Schauspiel
- 2011: Field of Dreams 2: Lockout (Kurzfilm)
- 2011: Occupy Main Street (Kurzfilm)
- 2012: The Last Supper (Kurzfilm)
- 2012: Heroine Legends: Agent Files (Fernsehserie, Episode 1x02)
- 2012: Drone (Fernsehserie)
- 2012: Argo
- 2012: 40 Days and Nights
- 2013: Sharknado – Genug gesagt! (Sharknado, Fernsehfilm)
- 2013: Eve! (Fernsehfilm)
- 2014–2016: General Hospital (Fernsehserie, 6 Episoden, verschiedene Rollen)
- 2015: Reset (Kurzfilm)
- 2015: The Vagina Diaries (Fernsehserie, Episode 1x01)
- 2016: Navy CIS (NCIS, Fernsehserie, Episode 14x08)
- 2018: Tiny Cow Originals (Fernsehserie, 2 Episoden, verschiedene Rollen)
- 2020: Tempest Desert (Kurzfilm)
- 2022: Bitcoin Baby

### Stunts
- 2012: Heroine Legends: Agent Files (Fernsehserie, Episode 1x02)
- 2012: 40 Days and Nights